# Lubianki Niższe
Lubianki Niższe, Łubianki Niższe (ukr. Нижчі Луб'янки, Nyżczi Łubjanky) – wieś na Ukrainie, w obwodzie tarnopolskim, w rejonie tarnopolskim. W 2025 roku liczyła 1550 mieszkańców.
Wieś została założona w 1463 roku. W II Rzeczypospolitej miejscowość była początkowo siedzibą gminy wiejskiej Lubianki Niższe, a od 1 sierpnia 1934 roku wchodziła w skład gminy wiejskiej Łubianki Wyższe w powiecie zbaraskim, w województwie tarnopolskim. 
W II Rzeczypospolitej wieś w powiecie zbaraskim województwa tarnopolskiego.
W latach 1943–1944 nacjonaliści ukraińscy z OUN-UPA zamordowali tutaj 15 Polaków.
W miejscowości rośnie objęta ochroną kilkusetletnia lipa Bohdana Chmielnickiego. Znajduje się tu również murowana cerkiew z 1868 roku.
Do 2020 w rejonie zbaraskim.